# Emeka Udemba
Emeka Udemba (1968) è un artista nigeriano.  Vive e lavora a Friburgo, Germania.

## Biografia
Ha studiato Art Education presso la University of Lagos, Nigeria. La sua pratica artistica si concentra sull'utilizzo di installazioni, video, fotografia, disegni e pittura utilizzati non come media indipendenti ma complementari tra loro. Le sue opere si concentrano soprattutto sulla comunicazione nella sfera sociale e politica. Ha partecipato al World Meeting of Artists and Intellectuals di Caracas, Venezuela.
Nel settembre del 2009 il Goethe Institut ha presentato un libro, Transforming Public Space. Two Art Interventions in Lagos, che descrive due interventi artistici realizzati da Emeka Udemba negli spazi pubblici della città di Lagos. Il libro usando una combinazione di testo e fotografie fornisce un'overwiew del progetto realizzato nel 2005, Lagos Open, che ha contribuito alla trasformazione di una strada di Ajegunle, e dell'opera In God We Trust, realizzata nel 2008 coinvolgendo due chiese nel Mushin, ragionando sul ruolo della fede nella cultura contemporanea.

## Attività

### Esposizioni personali
- 2011 Etour de paris 75 - Institut Francais Stuttgart, Stoccarda
- 2007 Alphabetical - Galerie Barnoud, Digione

### Esposizioni collettive
- 2011 Just One, ARTCO Galerie GmbH, Herzogenrath
- 2010 Fine Art 2010, ARTCO Galerie GmbH, Herzogenrath
- 2009 Fine Art 2009, ARTCO Galerie GmbH, Herzogenrath
- 2009 Multiple Art, ARTCO Galerie GmbH, Herzogenrath
- 2008 Group Exhibition, Galerie Barnoud, Digione
- 2007 Africa Plural: 3 + 3, Casa África, Las Palmas di Gran Canaria
- 2007 Regionale.8, FABRIKculture, Hégenheim
- 2006 BLACK PARIS. Kunst und Geschichte einer schwarzen Diaspora, Iwalewa-Haus, Bayreuth
- 2005 About Beauty, Haus der Kulturen der Welt, Berlino
- 2004 Randez-Vous, Cité International des Arts, Paris
- 2004 Rites sacrés Rites profanes,Kornhausforum, Berna
- 2003 Le Rencontres de la Photographie africaine de Bamako, Mali
- 2003 Sensation of Paradise (installazione), 8th Havana Biennial, Cuba
- 2002 5ème Biennale de l'Art Africain Contemporain, Dak'Art, Dakar

## Progetti curatoriali
- 2005 Lagos Open
- 2008 Unframed landscapes, Ahmadu Bello University Zaria, Nigeria
- 2008 In God we trust

## Premi
- 2000 The public Prize, project Queich Landu, Germany
- 2002 Ambassador of France Award, Dakar biennale
- 2007 Best art practices, Special mention award for young curators, for the project Lagos Open